# Голокост у Чернівцях
Голокост у Чернівцях – систематичне винищення євреїв на території міста Чернівців, окупованого нацистською Німеччиною у роки Другої світової війни.

## «Кривавий липень–1941»
Злочини та репресії проти чернівецьких євреїв розпочались у липні 1941 р. та отримали назву «кривавий липень–1941».        
Першим кроком румунської влади, яка повернулась у Північну Буковину та Чернівці, було оголошення єврейського населення поза законом. 8 липня 1941 р. кондукетор (рум. conducător – вождь) Румунії маршал Іон Антонеску офіційно заявив: 
«Я наполягаю на примусовій еміграції всього єврейського елементу з Бессарабії та Буковини, який необхідно викинути за межі кордонів… Мені байдуже, якщо історія буде вважати нас варварами… Прошу бути вас невблаганними… Прийшов час, коли ми стали господарями нашої території й потрібно цей момент використати. Якщо потрібно – будете стріляти».
В адміністративній системі губернаторства Буковина у Чернівцях було створено Військовий кабінет, який мав виключне право вирішувати долю буковинських євреїв. 3 липня 1941 р. на одному із засідань заступник голови Ради міністрів Румунії Міхай Антонеску заявив: 
«Законодавство королівства поширюється на всю територію Бессарабії та Буковини. Ми вимагаємо провести на цих територіях етнічне очищення, структурну реорганізацію, щоб непроникна стіна між Бессарабією, Буковиною та територією королівства була зруйнована».:171
Евфемізм «етнічне очищення» застосовувався для позначення операцій на території Буковини, що  включали три складові: знищення усіх євреїв сільських зон, ізоляція в гетто євреїв міст та арешт радянських активістів і підозрілих осіб. Головними виконавцями наказу про «етнічне очищення» стали жандарми, солдати й офіцери румунської армії та румунська цивільна адміністрація.  
5–9 липня 1941 р. у Чернівцях та їхніх околицях було вбито і закатовано понад 2300 євреїв. Так, 7–8 липня німецька зондеркоманда 10б під командуванням майора СС Отто Олендорфа зігнала близько чотирьохсот чернівецьких євреїв до Румунського палацу культури, де їх упродовж двох днів нещадно катували. Згодом їх повели бічними вулицями до військового стрільбища біля р. Прута (район с. Білої), де людей змусили викопати яму і розстріляли. Серед убитих був рабин Марк, кантор Гурмон та три хористи головної синагоги міста – Темпль. Головний рабин міста протягом декількох днів утримувався у Румунському палаці культури, звідки його щодня виводили, змушуючи чистити взуття румунським та німецьким офіцерам і з тераси палацу спостерігати, як горить його синагога. За даними радянської Надзвичайної державної комісії з розслідування злочинів нацистських окупантів та їхніх спільників (НДК), у Чернівцях упродовж літа 1941 р. було сплюндровано 36 синагог, зокрема в ніч з 8 на 9 липня 1941 р. було пограбовано та спалено синагогу Темпль.
Непоодинокими були випадки, коли неєвреї, скориставшись ситуацією, зі власної ініціативи винищували та грабували єврейське населення. Так, у Садгорі (нині частина м.Чернівці) український вчитель В. Русу проголосив себе начальником поліції та сформував загін для здійснення антисемітських акцій. За його ініціативою  5–6 липня було вбито понад 100 євреїв із Садгори та чернівецького передмістя Рогізни.
Масові розстріли у місті тривали до 9 липня 1941 р. 10 липня трупи вбитих євреїв почали звозили на цвинтар. Сьогодні на єврейському  кладовищі є три великі могили, де поховано сотні чернівецьких євреїв та 12 менших могил на 12–15 осіб кожна.
20 липня 1941 р. губернатором провінції Буковина було призначено Александра Ріошану, який вже 4 серпня видав перше розпорядження для чернівецьких євреїв. Зокрема, євреї мусили носити на одязі жовту зірку, не могли з’являтися у місті (особливо групами більше трьох осіб) із 20 години вечора до 6 години ранку і мали здійснювати покупки чи бути у справах у місті лише з 9.30 до 11 години ранку. Для залякування єврейського населення та беззаперечного виконання наказу у заручники було взято 50 відомих чернівчан-євреїв.

## Примусові роботи для чернівецьких євреїв
Наступним кроком у антиєврейських заходах румунської влади стало рішення про використання чернівецьких євреїв на примусових роботах. 20 серпня 1941 р. у вигляді плакатів та публікації на шпальтах газети “Bucovina” з’явився наказ № 2459. щодо використання чернівецьких євреїв на примусових роботах на користь румунської держави та армії. Відповідно до наказу, все єврейське населення Чернівців та Чернівецького повіту віком від 18 до 50 років було зобов’язано з’явитися зі всіма наявними документами, які засвідчували особу, у розташування Чернівецького рекрутського центру. На його базі створювалася «Комісія з обліку та контролю євреїв», яка мала на меті здійснити перепис чернівецьких євреїв для подальшого їх використання на примусових роботах. 
Для чернівецьких робітників-євреїв встановлювався робочий режим з 8.00 до 12.00 та з 15.00 до 19.00. Кожного дня вранці та після обіду проводилась перевірка присутніх на робочих місцях. Окрім того, Рекрутський центр уповноважував власників підприємств, майстерень, магазинів вживати заходи й повідомляти відповідні органи в разі відсутності або інертності євреїв на роботі, пропаганди ними «руйнівних ідей». Це передбачало негайну депортацію. Прізвища євреїв, які з’являлися до Комісії, заносилися у списки відповідно до сфери зайнятості та професії. Згодом, за допомогою жандармерії, євреїв викликали окремими наказами Рекрутського центру. Їх направляли на примусові роботи до директоратів, адміністративних органів повітів, волостей, до військових і поліцейських установ, навчальних, лікувальних закладів, на державні чи приватні транспортні, промислові підприємства та ремісничі майстерні. Євреї працювали навіть водіями та механіками в німецькому консульстві у Чернівцях.
Приватні власники та керівники підприємств і майстерень міста Чернівців, які потребували єврейських робітників, мали отримати дозвіл у Директораті праці, який фактично виконував функції біржі праці. Дозволи видавалися на обмежений термін, а саме: на 30 днів – для робітників без певної спеціальності; на 60 днів – для кваліфікованих робітників; на 90 днів – для євреїв-керівників майстерень, різних виробництв, в тому числі технічних, а також для спеціалістів з купівлі-продажу.
Паралельно з примусовими роботами розпочався процес «румунізації», тобто кожен єврейський робітник отримував помічника (обов’язково румуна), якого він повинен був за короткий термін навчити своєї професії, навичкам, у такий спосіб готуючи собі заміну. Нерідко таких помічників було декілька. Буковинський губернатор у звітах керівнику румунської держави Іону Антонеску неодноразово обіцяв швидше замінити єврейських робітників румунами. Він стверджував, що «особисто зацікавлений у тому, щоб цю операцію була завершено скоріше і в повній мірі».

## Чернівецьке гетто та депортації до Трансністрії  у жовтні 1941 – червні 1942 рр.
Керівництво Румунії на чолі з Іоном Антонеску мало власний план знищення євреїв, який передбачав депортацію євреїв Бессарабії та Буковини до Трансністрії, де було створено понад 240 гетто та таборів. Виділяють дві хвилі масових депортацій чернівецьких євреїв до Трансністрії, у ході яких загинуло 90% депортованих: у жовтні 1941 р. та у червні 1942 р. З 1 вересня 1941 р. територія Трансністрії була чітко розмежована між Німеччиною та Румунією,  що дозволило румунській владі здійснити депортацію усіх євреїв Буковини за Дністер. Із цією метою 11 жовтня 1941 р. у Чернівцях було утворено найбільше тимчасове транзитне гетто на Буковині. 27 серпня 1941 р. очільник (рум. primar) м. Чернівців Траян Попович (якому у 1967 р. Яд-Вашем посмертно присвоїв звання Праведника народів світу за порятунок понад 20 тисяч чернівецьких євреїв) створив комісію, яка відвідала Люблін, Краків та Франкфурт-на-Майні з метою вивчення досвіду цих міст щодо організації гетто. Вже наприкінці вересня 1941 р. новий губернатор Буковини Корнелій Калотеску провів нараду з представниками військової та цивільної влади, на якій обговорювалися проекти щодо організації гетто.
4 жовтня 1941 р. штаб головнокомандувача 4-ї румунської армії передав комендатурі Чернівців наказ Іона Антонеску про те, що протягом 10 днів усі євреї Буковини мають бути депортовані «до області на схід від Дністра». 9 жовтня 1941 р. Корнелій Колотеску отримав по телефону наказ від Антонеску і того ж дня оповістив примарію Чернівців, а 10 жовтня – військове командування Буковини про те, що:
«11 жовтня 1941 року все єврейське населення з муніципалітету Чернівців буде протягом 11 годин переміщено до спеціального сектору міста, який перетворюється на гетто».
На основі цього наказу генерал Калотеску 10 жовтня 1941 р. видав розпорядження щодо утворення тимчасового гетто у Чернівцях та депортацію чернівецьких євреїв. Операцією з утворення гетто та подальшою депортацією єврейського населення з Чернівців займалася «Комісія з евакуації євреїв», яку очолив генерал І. Топор. У румунських офіційних документах, які стосуються депортації єврейського населення Буковини та Чернівців, вживається слово «евакуація», хоча насправді йшлося про примусову, смертельну депортацію до таборів Трансністрії. 9 жовтня 1941 р. командування румунського 430-го батальйону отримало завдання посилити охорону кордонів міста і не допустити на момент формування гетто втечі єврейського населення. Безпосередньо охорону та процес утворення чернівецького гетто забезпечував 780-й батальйон та 1-й жандармський батальйон. Останній до того ж здійснював транспортування євреїв до залізничного вокзалу міста Чернівців. 10 жовтня 1941 р. керівництву юденрату («Бюро у справах євреїв») було доручено оголосити єврейському населенню Чернівців про перехід до гетто, яке утворювалося в межах єврейського кварталу (сучасна вул. Сагайдачного), де до цього часу мешкали найбідніші прошарки єврейського населення.
Процес утворення гетто у Чернівцях тривав із 7.00 до 18.00 11 жовтня 1941 р. . Траян Попович згадував: 
«Чернівецькі євреї під загрозою смерті мусили перейти до гетто до шостої години вечора. Гетто було створене неймовірно швидко, загороджене колючим дротом із дерев’яним парканом та військовою охороною на входах і виходах».
На території, виділеній владою під тимчасове гетто, в нормальних умовах проживало приблизно 5 тисяч осіб, а генерал І. Топор у доповідній записці зазначав, що тут можливо було розмістити не більше 15 тисяч осіб. Фактично до гетто потрапили до 50 тисяч чернівчан. Будь-яке перекриття ставало дахом над головою. У пограбовані та напівзруйновані квартири заселяли по 5–8 родин (30–40 осіб). У багатьох приміщеннях не було навіть підлоги, а тим паче вікон чи дверей. Свідки тих подій зазначають, що в гетто люди валялися на землі, у під’їздах і коридорах без їжі, води та елементарних людських умов існування.
12 жовтня 1941 р. на нараді 18 керівників губернаторства Корнелій Калотеску оголосив, що чернівецьке гетто було створене виключно для здійснення депортації чернівецького єврейства до Трансністрії. Єдиним, хто висловив протест, був Траян Попович, за що наприкінці засідання його відкрито обізвали «жидом». Згодом на шпальтах газети “Bucovina” чернівецьке єврейство назвали «троянським народом».
Із 14 по 24 жовтня 1941 р., тобто впродовж десяти днів, 20 потягами з чернівецького гетто до Трансністрії було депортовано 33 891 єврея. У перший та останній день із вокзалу Чернівців вирушав один потяг, у інші дні – по два потяги щодня. Кожен потяг складався з 50 вагонів, які не були пристосовані для перевезення людей. У кожен вагон заштовхували приблизно по 30 людей. Потяги довозили чернівецьких євреїв до с. Атаки або с. Маркулешти, де депортованих переправляли на плотах через р. Дністер. Далі територією Трансністрії колони змучених людей ішли пішки.

## Чернівецькі євреї — економічна цінність для румунської держави
Напередодні утворення гетто у телефонній розмові між Корнелієм Калотеску та Іоном Антонеску обговорювалася можливість створення списків фахівців-євреїв, яких необхідно залишити в інтересах румунської держави. Вже 11 жовтня було складено перші списки з 550 родин, які звільнялися від геттоїзації та депортації (приблизно 2,5 тисячі осіб). Згодом, завдяки зусиллям із боку Траяна Поповича, а саме його переговорам з Іоном Антонеску та з німецьким консулом у Чернівцях Фріцом Шелгорном, 15 жовтня від керівника румунської держави було отримано дозвіл залишити в місті 13–20 тисяч євреїв, переважно важливих спеціалістів для потреб армії та господарства краю. Списки формувалися за професіями через звернення представників румунської військової та цивільної влади на Буковині, а також через запити від румунських підприємців, промисловців, фабрикантів, торговців і землевласників, які потребували єврейських спеціалістів.
Для формування списків було створено комісію на чолі з В. Іонеску та Траяном Поповичем. Комісія співпрацювала з чернівецьким юденратом, який складався з 19 осіб на чолі з лікарем Нейбургом. Результатом роботи комісії стали 174 табелі, які було складено за професіями та видами діяльності. Примарія уклала попередні списки вже 17 жовтня 1941 р. Євреї, які потрапили до списків, отримали особливий документ – «авторизацію». Власник «авторизації» не підлягав депортації до Трансністрії та мав право залишатись у Чернівцях, працюючи на примусових роботах.  
У середині жовтня 1941 р. згадувана вже «Комісія з евакуації євреїв»  розпочала перевірку процесу видання «авторизацій». Упродовж 18 днів ревізії вона анулювала понад 4 тисячі документів, 395 євреїв було депортовано до Трансністрії як «комуністів», документи 5 619 євреїв було відправлено на додаткову перевірку (згодом більшість із них отримали «авторизації» за підписом Траяна Поповича), 16 569 отримали підтвердження «авторизації». До останніх належали представники різних професій, особи похилого віку (старші за 60 років), вагітні жінки (більше 6 місяців), матері з немовлятами, державні пенсіонери й офіцери запасу. Станом на 9 квітня 1942 р. 20 446 євреїв із Чернівців отримали від румунської влади «авторизацію». «Авторизації» у багатьох випадках здобувалися за рахунок хабарів румунським чиновникам та військовим. Саме корумпованість румунської держави дала можливість врятуватися багатьом чернівецьким євреям.
У лютому 1942 р. заступник губернатора Буковини майор Марінеску домігся звільнення з посади примаря м. Чернівців Траяна Поповича. Для румунської влади стало можливим депортувати до Трансністрії всіх власників «авторизацій» за підписом Поповича, які постійно переховувалися від різних комісій. Вже 14 березня 1942 р. губернатор Буковини Калотеску просив «кондукетора» Антонеску видати наказ про продовження депортації  буковинських євреїв, щоб буковинська адміністрація змогла вчасно провести усі заходи із затримання людей. Зокрема, Калотеску зазначав, що необхідно заарештувати й депортувати ще 7 тисяч євреїв і для цього потрібно організувати три потяги по 50 вагонів. Євреїв, яких планувалося депортувати з Чернівців у 1942 р.,  поділили на п’ять груп: 1) євреї, яких не встигли депортувати восени 1941 р.; 2) євреї, стан здоров’я яких не дозволяв чекати на транспортування; 3) євреї, які організовано ухилялися від контролю з боку румунської влади; 4) євреї, залучені до примусових робіт у військових частинах; 5) євреї, які раніше були інтерновані до внутрішніх таборів у країні або працювали в робочих загонах примусової праці. Євреї останніх двох груп  депортувалися разом із сім’ями.  
Депортація євреїв із Чернівців у червні 1942 р. відбувалася в чотири етапи. Перший етап припав на 8 червня 1942 р. Напередодні, в ніч із 6 на 7 червня, майор Марінеску організував близько 250 груп, які безпосередньо займалися захопленням та транспортуванням євреїв до залізничної станції. До складу цих груп входило від трьох до п’яти осіб. Людей зганяли на стадіон «Маккабі», який до війни належав єврейській спортивній організації з аналогічною назвою, де їх ретельно перевіряли. Другий етап червневої депортації відбувся 11 червня, третій — 15 червня, четвертий — 29 червня. Всього за червень 1942 р. із Чернівців до таборів Трансністрії було депортовано 4 290 євреїв. Таким чином, у серпні 1942 р. в Чернівцях залишалося 16 415 євреїв з «авторизаціями», а до приходу радянської влади наприкінці березня 1944 р. їх чисельність зменшилася до 14 750.
Навесні 1943 р. до Чернівців було призначено нового губернатора – Корнелія Драгаліну. Його призначення сталося тоді, коли німецько-румунські війська зазнавали поразку за поразкою і швидко втрачали контроль над українськими територіями. Саме тому Драгаліна утримався від того, щоб погіршувати режим для чернівецьких євреїв. У січні 1944 р. Драгаліна своїм розпорядженням навіть дозволив чернівецьким євреям зняти «зірку Давида» й відкрити школу.